# Captain Rapp
Captain Rapp, pseudonimo di Larry Earl Glenn (...), è un rapper statunitense di Los Angeles, considerato uno dei pionieri del West Coast hip hop.
Fece il suo debutto nel 1981 con il singolo "Gigolo Rapp" come parte del duo Disco Daddy & Captain Rapp. In quel periodo la musica rap era "dominata" dalla East coast e quasi tutti gli artisti più conosciuti (tra cui Kurtis Blow e Grandmaster Flash and The Furious Five) erano originari di New York (faceva eccezione la Sugarhill Gang, proveniente dal New Jersey), ma Captain Rapp e Disco Daddy volevano diffondere l'hip hop anche nella West coast; sebbene "Gigolo Rapp" ottenne pochissima popolarità sulla costa orientale, raggiunse un grande successo a Los Angeles.
Separatosi da Disco Daddy, Captain Rapp iniziò ad intraprendere la carriera solista nel 1983, incidendo il classico a sfondo sociopolitico "Bad Times (I Can't Stand It)". Al contrario della leggera e festosa "Gigolo Rapp", il nuovo singolo affrontava temi delicati come AIDS, abuso minorile, aborto, povertà, vagabondismo e le politiche straniere del governo statunitense applicate a El Salvador. Per quanto riguarda i testi, il pezzo di Captain Rapp avrebbe potuto reggere il confronto con le altre canzoni dai temi difficili che i Run DMC e Grandmaster Flash and the Furious Five diffusero nella East Coast nello stesso anno.
Il Master of Ceremonies losangelino fece ritorno solo nel 1992, con un sequel del suo precedente successo, intitolato "Bad Times, Part 2: The Continuance".